# Stora Agnsjön (Örsås socken, Västergötland)
Stora Agnsjön är en sjö i Svenljunga kommun i Västergötland och ingår i Ätrans huvudavrinningsområde.